# 377
Cette page concerne l'année 377  du calendrier julien. Pour l'année 377 av. J.-C., voir 377 av. J.-C. Pour le nombre 377, voir 377 (nombre). Pour l'avion, voir Boeing 377 Stratocruiser.
L'année 377 est une année commune qui commence un dimanche.

## Événements
- 1er janvier : début du consulat de Gratien et du général franc Mérobaud[1].
- Incident entre Wisigoths et Romains à Marcianopolis en Mésie inférieure au début de l'année. Les fonctionnaires romains Lupicinus et Maximus tentent d'égorger les chefs Fritigern et Alaviv au cours d'un banquet, après qu'une rixe ait opposé les Wisigoths, qui voulaient entrer dans la ville pour se ravitailler, et le poste de garde romain. Les Goths commencent à piller la région et battent les troupes romaines locales de Lupicinus envoyées pour les arrêter lors de la bataille de Marcianopolis. La guerre ouverte commence entre Goths et Romains[1]. Une troupe d’auxiliaires tervinge, stationnée près d'Andrinople, se révolte après avoir demandé vainement le viatique qui lui était dû avant son transfert en Asie mineure. Ses commandants Sueridus et Colias rejoignent Fritigern et assiègent Andrinople, sans succès[2].
- En apprenant ces événements à Antioche, Valens envoie son général Victor auprès du roi de Perse Shapur II pour conclure la paix et transférer ses troupes d'Arménie en Europe[1].
- Fin de l'été : les généraux Profuturus et Trajan, accourus d'Orient, renforcés de Richomeres envoyé par Gratien, rencontrent les Goths à la bataille indécise d'ad Salices (près des Saules), qui occasionne de lourdes pertes dans les deux camps. Valens envoie en renfort le magister equitum Saturninus, mais il ne parvient pas à contenir les Goths, renforcées par des Huns et des Alains qui ont passé le Danube. Les Romains se retirent à Marcianopolis où s'enferment dans les villes, tandis que les bandes de barbares pillent la Thrace pendant l'automne. Des unités d'élites romaines restent en campagne et lancent des escarmouches contre les Goths, notamment à Dibaltum, où l'infanterie lourde du tribun Bazimeres est détruite[1].
- 17 octobre : l'empereur Gratien envoie au vicaire d'Afrique Flavien une loi ordonnant aux Donatistes de restituer les églises aux orthodoxes[1].
- Fin de l'automne : défaite des Ostrogoths de Farnobe, renforcés par des Taïfales à la bataille de Béroia ; le duc de Valérie Frigérid, vainqueur, envoie les barbares survivants comme colons en Italie du Nord et en Aquitaine[1].

- Ausone, préfet du prétoire à Trèves (377-379)[3].
- Révolte en Arabie de Mavia, reine des Saracènes, qui ravage les cités de Phénicie, de Palestine et de l'est de l’Égypte (fin en 378)[4].
- Une loi de l'empereur arien Valens qui dirige l'empire en Orient, soumet tous les moines au service militaire sous peine de mort à coups de bâtons. Elle vise en particulier ceux du désert de Nitrie, en Égypte[5].

## Naissances en 377
- Arcadius, premier empereur byzantin.

## Décès en 377
- Houssik II de Manazkert, catholicos d'Arménie.